# Witte ibis
De witte ibis (Eudocimus albus) is een vogel uit de familie Threskiornithidae.

## Kenmerken
De volwassen vogel heeft een geheel wit verenkleed met een rood gezicht en een rode snavel. Jongere vogels zijn eerst bruin met een witte buik en hebben een roze gezichts-en snavelkleur.

## Verspreiding
De witte ibis komt in zuidelijk Verenigde Staten, Midden-Amerika, de Caraïben en noordelijk Zuid-Amerika. 

## Status
De grootte van de populatie is in 2020 geschat op 210.000 tot 360.000 volwassen vogels. Op de Rode lijst van de IUCN heeft deze soort de status niet bedreigd.

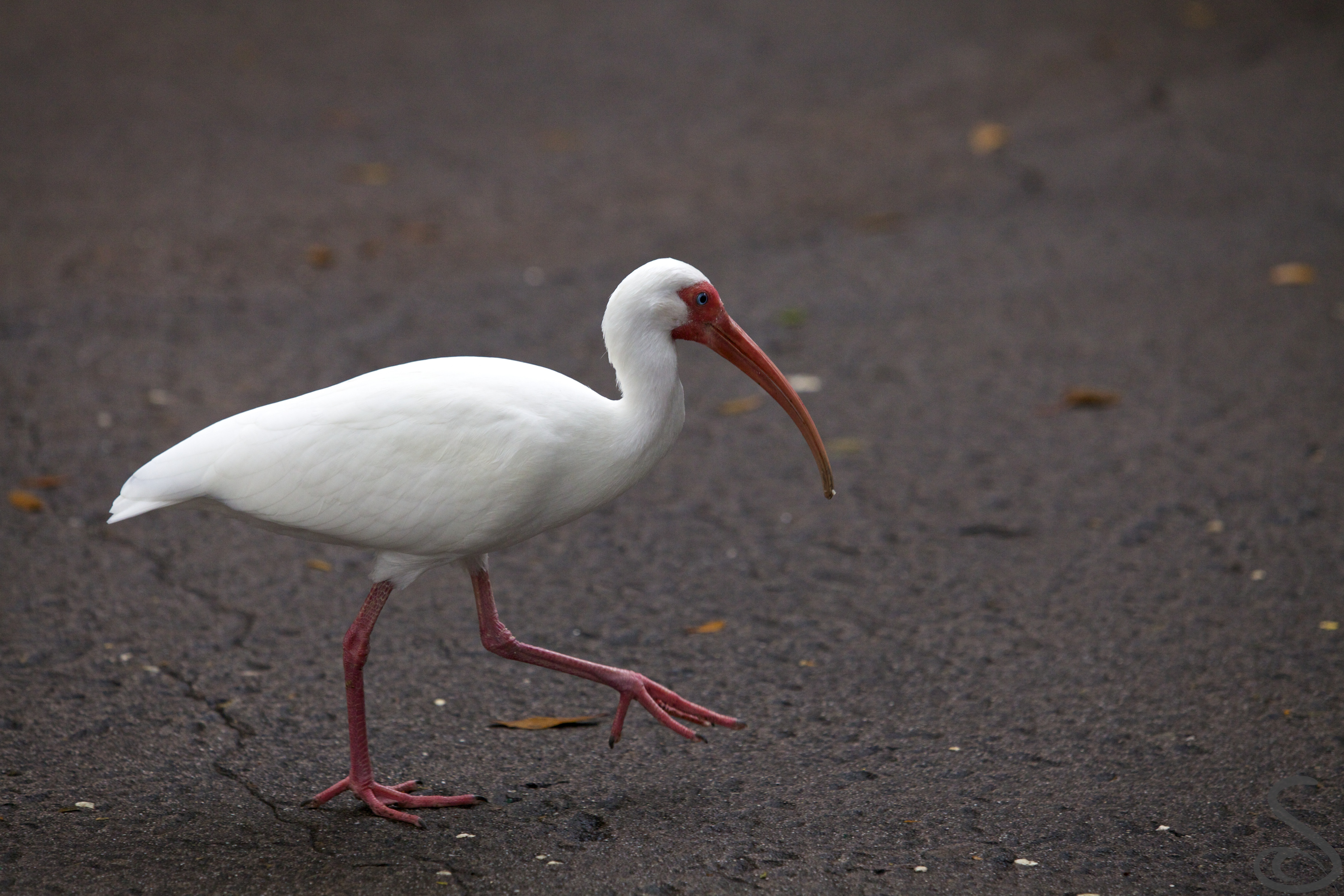